# Clonaria dicranura
Clonaria dicranura är en insektsart som först beskrevs av Boris Petrovich Uvarov 1939.  Clonaria dicranura ingår i släktet Clonaria och familjen Diapheromeridae. Inga underarter finns listade i Catalogue of Life.